# نیدرتسیر
نیدرتسیر (به آلمانی: Niederzier) یک شهر در آلمان است که در دورن واقع شده‌است. نیدرتسیر ۱۴٬۲۶۵ نفر جمعیت دارد.

## خواهرخوانده
شهرهای Vieux-Condé و بلایشاروده خواهرخوانده‌های نیدرتسیر هستند.